# Petsamoälven

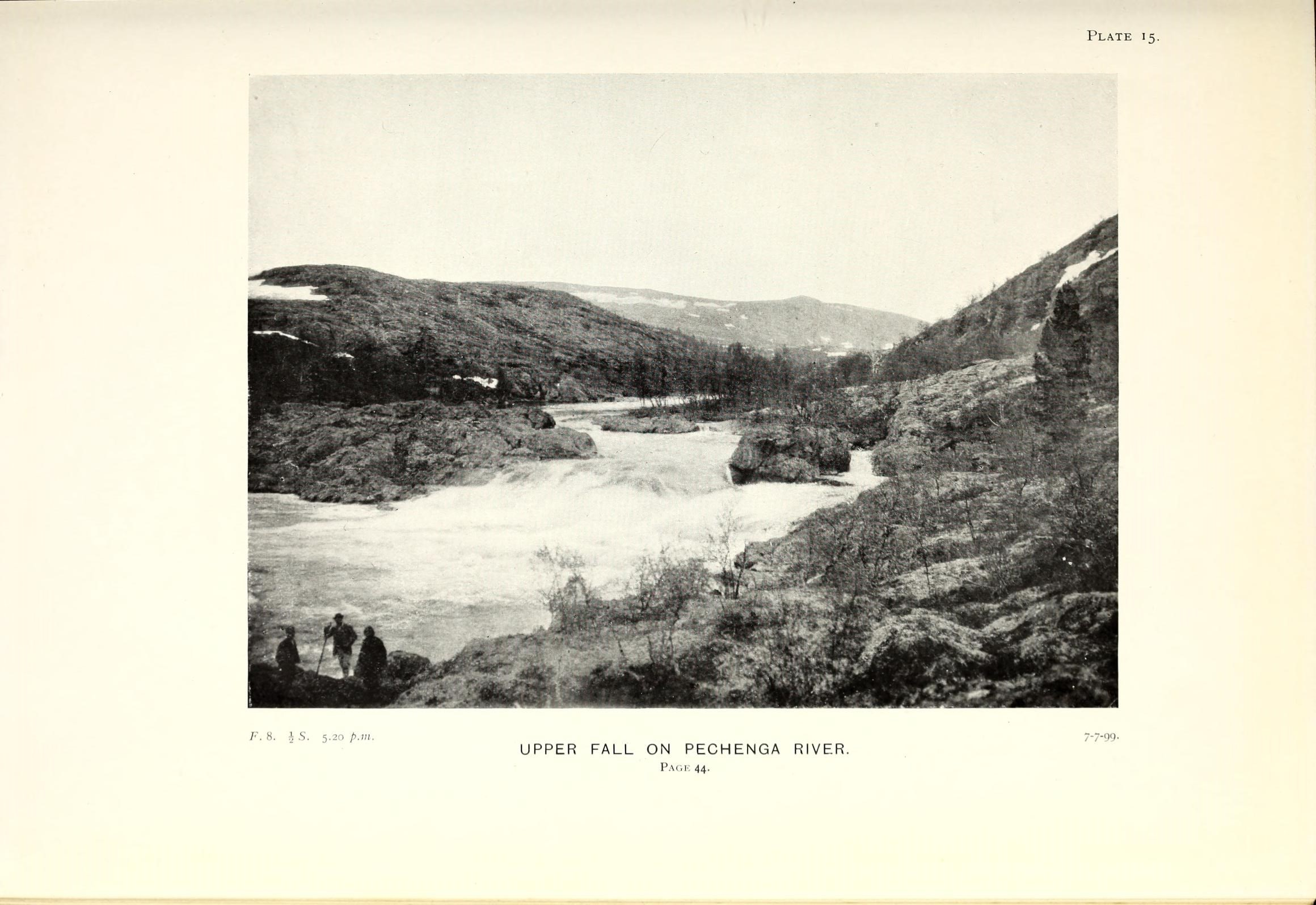
Vattenfall i Petsamoälven

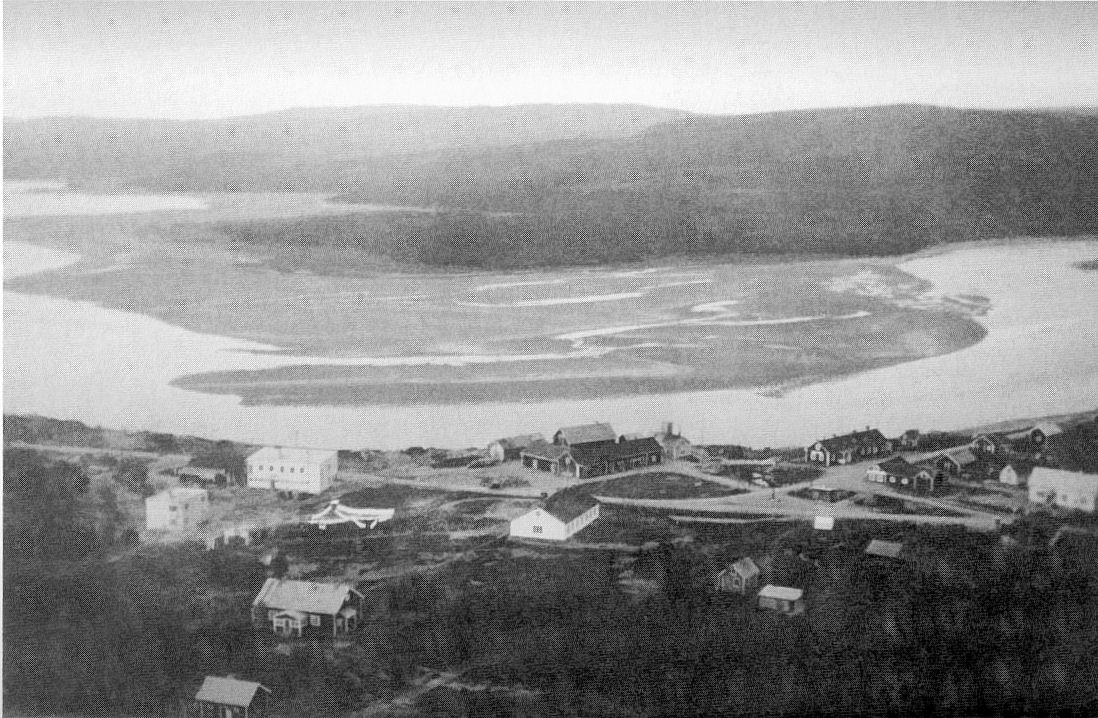
Petsamoälven i Petsamo

Petsamoälven (ryska: Печенга, Petjenga, finska: Petsamonjoki, nordsamiska: Beahcán, skoltsamiska: Peäccam, norska: Petsjenga) är en 110 kilometer lång älv i Petsamo i Murmansk oblast i Ryssland.
Petsamoälven rinner upp nära gränsen mellan Norge och Ryssland, öster om Pasvikdalen och söder om Nikel, från sjön Mometjauri. Den mynnar ut i Petsamofjorden i Barents hav, där staden Petsamo ligger.
År 1533 grundades det ursprungliga Petsamo kloster nära Petsamoälvens mynning i Petsamofjorden av Trifon den helige.
Petsamoälven är starkt förorenad av tungmetaller från utvinningen av nickel längs floden.